# إدغار ديفيدز
إدغار ستيفن ديفيدز (بالهولندية: Edgar Steven Davids) (مواليد 13 مارس 1973 في باراماريبو - سورينام) لاعب كرة قدم هولندي سابق كان يجيد اللعب في خط الوسط.
إدغار ديفيدز متمكن اشتهر بتسريحة شعره ذات الضفائر الطويلة كما كان يرتدي طوال الوقت نظارته الشمسية في الملعب بسبب إصابته بمرض الزرق أو الجلوكوما, يعمل ديفيدز الآن كمساعد مدرب في منتخب هولندا و أعلن اللاعب اعتزاله في 5 يناير 2014 عن عمر يناهز 40 عاماً.

## الاحتراف

### مسيرته الكروية
بجانب مارك روبسون. بدأ إدغار مسيرته مع نادي أياكس أمستردام في عام 1991، وهو في سن 12 ، كان أول ظهور له ضد فريق آر كي سي فالفيك وعمل أيضا تحت قيادة المدرب الكبير لويس فان غال. وساعدهم على الفوز بكأس الاتحاد الأوروبي في عام 1992، وفاز معهم في دوري أبطال أوروبا في عام 1995، وقد لعب 106 مباراة مع أياكس أمستردام وسجل فيها 20 هدف، وبعدها انتقل إلى إيطاليا وبالتحديد إلى نادي إيه سي ميلان، ولعب له موسمين، ولكنه لم يشارك كثيرا حيث لعب 15 مباراة فقط ولم يسجل أي هدف، التي كانت تجربة فاشلة بالنسبة له. وبعدها انتقل إلى نادي يوفنتوس في عام 1998 بملغ 5.3مليون جنية استرليني، ولعب لهم حتى شهر ديسمبر من عام 2003، وشارك في 142 مباراة وسجل فيها 8 أهداف، وفي شهر يناير مع عام 2004 انتقل إلى نادي برشلونة الإسباني، وقد ساعدهم على تحسين أوضاعهم، فقد كان نادي برشلونة يحتل المركز السادس عشر عندما وصل إليه ديفيدز، وقد أنهى الموسم في المركز الثاني، وقد شارك مع برشلونة في 18 مباراة وسجل فيها هدف واحد. و في موسم 2004/2005 انتقل إلى نادي إنتر ميلان، ولكنه لم يشترك كثيرا مع النادي، حيث لعب 14 مباراة فقط، مما أدى إلى انتقاله إلى نادي توتنهام هوتسبر بعدها انتقل إلى نادي أياكس أمستردام الهولندي الذي بدأ مسيرته فيه واستمر حتى انتهاء موسم 2007-2008. غادر بعدها إلى الدوري الانجيلزي ولعب لنادي كريستال بالاس نصف موسم ثم انتقل مجدداً إلى نادي بارنت الذي انها مسيرته فيه وتحول إلى التدريب في نفس النادي.

### مسيرته الدولية واعتزاله
وقد شارك ديفيدز مع منتخب هولندا لكرة القدم في كأس أمم أوروبا 2000 وكأس أمم أوروبا 2004، وقد أستبعد في كأس أمم أوروبا 1996 بعد خلافه مع المدرب غوس هيدينك، ولعب ديفيدز 74 مباراة مع المنتخب وسجل فيها 6 أهداف. الا انه لم يحرز أي لقب مع المنتخب الهولندي.